# Solisviaduct
De Solisviaduct is een spoorwegbrug ten oosten van het dorp Solis in het Zwitserse kanton Graubünden op de Albulabahn die de rivier de Albula overspant. Op die plaats stroomt de rivier door een diepe smalle kloof. Na de Sitterviaduct is dit het op één na hoogste viaduct van Zwitserland.
De brug, gebouwd in kalksteen, is gelegen op het traject tussen Thusis en Tiefencastel. Ze werd gebouwd in 1902. De lengte van de brug is 164 meter lang. De maximale hoogte boven de rivier is 89 meter. In 1997 onderging de viaduct een grote restauratie waarbij een nieuwe afdichting werd geplaatst en waarbij de ballast en de sporen werden vervangen.